# أربينة
أُربينة أو أُربينو أو (نقحرة: أوربينو) (Urbino) مدينة إيطالية يقطنها 15.444 ساكن في إقليم ماركي ، عاصمة مقاطعة بيزارو و أُربينة (مع بيسرة) . منذ عام 1998 ، تعتبر البلدة القديمة من مواقع التراث العالمي لليونسكو.

## السكان
في سنة 1861 بلغ عدد السكان 14٬801 نسمة، وتطور العدد ليصل في سنة 2011 لـ 15٬501 نسمة.
يظهر هذا المخطط البياني تطور النمو السكاني لـ أوربينو

## توأمة
لأُربينة اتفاقيات توأمة مع كل من:
- قازان
- بلوة
- غانغان

## أعلام
- جيسيكا مور
- فرانشيسكو بامبيانشي
- أليساندرو مارشي
- إيبوليتو دي ميديشي
- ستيفانو سينسي
- جيانكارلو دي كارلو
- فيديريكو باروتشي